# Бессетт, Мэтт
Мэ́ттью Джеймс Бе́ссетт (англ. Matthew James Bessette; род. 28 декабря 1984, Хартфорд) — американский боец смешанного стиля, представитель лёгкой и полулёгкой весовых категорий. Выступает на профессиональном уровне начиная с 2007 года, известен прежде всего по участию в турнирах бойцовской организации Bellator MMA, впладел титулами чемпиона организаций Reality Fighting и CES MMA.

## Биография
Мэтт Бессетт родился 28 декабря 1984 года в городе Хартфорд, штат Коннектикут. В возрасте трёх лет ему была диагностирована лейкемия, врачи оценивали его шансы на выживание в 50 %, однако госпитализация и пройденный курс лечения оказались успешными. Также с детства он страдал от астмы, но это не мешало ему активно заниматься спортом: играть в бейсбол, баскетбол, футбол, американский футбол.
Окончив в 2003 году старшую школу, поступил в Университет Хартфорда, где в 2007 году благополучно получил степень бакалавра наук. Ещё будучи студентом, заинтересовался единоборствами, начал осваивать бразильское джиу-джитсу, впоследствии удостоившись в этой дисциплине чёрного пояса.

### Начало профессиональной карьеры
Дебютировал в смешанных единоборствах на профессиональном уровне в сентябре 2007 года, заставил своего соперника сдаться с помощью «гильотины». Начинал карьеру в небольшом промоушене Reality Fighting, где в общей сложности провёл одиннадцать поединков, из которых выиграл восемь. В частности, в октябре 2010 года завоевал вакантный титул чемпиона Reality Fighting в лёгкой весовой категории, выиграв раздельным решением судей у Энтони Капониса, тем не менее, при первой же защите в 2011 году лишился своего чемпионского пояса, уступив единогласным решением Джо Проктору. Также владел титулом чемпиона организации GFL в лёгком весе.

### Bellator MMA
Начиная с 2012 года Бессетт сотрудничал с одной из крупнейших американских бойцовских организаций Bellator MMA. Выиграв здесь у нескольких сильных соперников, в 2014 году он стал участником гран-при десятого сезона полулегковесов — на стадии четвертьфиналов прошёл бразильца Диегу Нуниса, но в полуфинале по очкам проиграл немцу Даниэлю Вайхелю.
Продолжал выходить в клетку Bellator вплоть до 2016 года, взяв верх над такими бойцами как Джош Лаберж, Кевин Родди и Кит Ричардсон.

### CES MMA
Значительная часть профессиональной карьеры Мэтта Бессетта связана с базирующейся в Род-Айленде бойцовской организацией CES MMA, где он регулярно выступал начиная с 2015 года. В 2016 году завоевал титул чемпиона CES и затем дважды защитил полученный чемпионский пояс.

### Dana White’s Tuesday Night Contender Series
Находясь на серии из семи побед подряд, в 2017 году Бессетт выступил на первом турнире нового промоушена Dana White's Tuesday Night Contender Series. Он проиграл нокаутом в первом же раунде Курту Холобо, однако позже его соперника уличили в нарушении антидопинговых правил, и результат их боя был отменён.

## Статистика в профессиональном ММА
| Боёв 31          | Побед 22 | Поражений 8 |
| ---------------- | -------- | ----------- |
| Нокаутом         | 7        | 1           |
| Сдачей           | 8        | 1           |
| Решением         | 7        | 5           |
| Дисквалификацией | 0        | 1           |
| Не состоявшихся  | 1        | 1           |

| Результат    | Рекорд   | Соперник          | Способ                    | Турнир                                        | Дата              | Раунд | Время | Место                | Примечание                                                       |
| ------------ | -------- | ----------------- | ------------------------- | --------------------------------------------- | ----------------- | ----- | ----- | -------------------- | ---------------------------------------------------------------- |
| Поражение    | 22-8 (1) | Энрике Барсола    | Единогласное решение      | UFC 220                                       | 20 января 2018    | 3     | 5:00  | Бостон, США          |                                                                  |
| Не состоялся | 22-7 (1) | Курт Холобо       | NC (результат отменён)    | Dana White’s Tuesday Night Contender Series 1 | июля 11, 2017     | n/c   | n/c   | Лас-Вегас, США       | Холобо победил нокаутом, но из-за допинга результат отменили.    |
| Победа       | 22-7     | Рей Трухильо      | TKO (остановлен врачом)   | CES MMA 44: Bessette vs. Trujillo             | мая 12, 2017      | 2     | 5:00  | Линкольн, США        | Защитил титул чемпиона CES в полулёгком весе.                    |
| Победа       | 21-7     | Кевин Крум        | TKO (удары руками)        | CES MMA 41: Bessette vs. Croom                | января 27, 2017   | 3     | 0:32  | Линкольн, США        | Защитил титул чемпиона CES в полулёгком весе.                    |
| Победа       | 20-7     | Джо Пингиторе     | Сдача (скручивание пятки) | CES MMA 37: Summer Gold                       | августа 12, 2016  | 2     | 4:38  | Линкольн, США        | Выиграл титул чемпиона CES в полулёгком весе.                    |
| Победа       | 19-7     | Рэн Уизерс        | Сдача (гильотина)         | CES MMA 36: Andrews vs. Muro                  | июня 10, 2016     | 1     | 4:50  | Линкольн, США        | Бой в лёгком весе.                                               |
| Победа       | 18-7     | Кит Ричардсон     | TKO (остановлен врачом)   | Bellator 153                                  | апреля 22, 2016   | 2     | 3:14  | Анкасвилл, США       |                                                                  |
| Победа       | 17-7     | Таурин Боггесс    | Сдача (треугольник)       | CES MMA 33: Soukhamthath vs. Nordby           | марта 11, 2016    | 1     | 2:41  | Линкольн, США        | Бой в промежуточном весе 68 кг.                                  |
| Победа       | 16-7     | Кевин Родди       | Сдача (скручивание пятки) | Bellator 144                                  | октября 23, 2015  | 1     | 3:47  | Анкасвилл, США       |                                                                  |
| Поражение    | 15-7     | Ленни Уилер       | KO (удары руками)         | CES MMA 30: Felix vs. Lane                    | августа 14, 2015  | 1     | 0:39  | Линкольн, США        | Бой в промежуточном весе 68 кг.                                  |
| Победа       | 15-6     | Хама Уорти        | KO (удар рукой)           | CES MMA 29: O’Neil vs. Steele                 | июня 12, 2015     | 2     | 2:42  | Линкольн, США        |                                                                  |
| Победа       | 14-6     | Джош Лаберж       | TKO (остановлен врачом)   | Bellator 134                                  | февраля 27, 2015  | 2     | 5:00  | Анкасвилл, США       |                                                                  |
| Поражение    | 13-6     | Скотт Клив        | Единогласное решение      | Bellator 123                                  | сентября 5, 2014  | 3     | 5:00  | Анкасвилл, США       |                                                                  |
| Поражение    | 13-5     | Даниэль Вайхель   | Единогласное решение      | Bellator 114                                  | марта 28, 2014    | 3     | 5:00  | Уэст-Валли-Сити, США | Полуфинал гран-при 10 сезона Bellator в полулёгком весе.         |
| Победа       | 13-4     | Диегу Нунис       | Раздельное решение        | Bellator 110                                  | февраля 28, 2014  | 3     | 5:00  | Анкасвилл, США       | Четвертьфинал гран-при 10 сезона Bellator в полулёгком весе.     |
| Победа       | 12-4     | Ник Пьемонт       | KO (удары руками)         | Bellator 98                                   | сентября 7, 2013  | 1     | 1:41  | Анкасвилл, США       | Дебют в полулёгком весе.                                         |
| Победа       | 11-4     | Джефф Андерсон    | Единогласное решение      | Reality Fighting: New Year’s Bash             | января 5, 2013    | 3     | 5:00  | Анкасвилл, США       | Бой в промежуточном весе 68 кг.                                  |
| Победа       | 10-4     | Пол Барроу        | Единогласное решение      | Bellator 81                                   | ноября 16, 2012   | 3     | 5:00  | Кингстон, США        |                                                                  |
| Победа       | 9-4      | Анисс Алхайджаджи | Единогласное решение      | Reality Fighting: Naples vs. Lee              | сентября 22, 2012 | 3     | 5:00  | Анкасвилл, США       |                                                                  |
| Поражение    | 8-4      | Андрес Джоди      | DQ (запрещённый апкик)    | Reality Fighting: Mohegan Sun                 | июня 2, 2012      | 3     | 4:43  | Анкасвилл, США       |                                                                  |
| Победа       | 8-3      | Сауль Алмейда     | Единогласное решение      | Bellator 63                                   | марта 30, 2012    | 3     | 5:00  | Анкасвилл, США       |                                                                  |
| Поражение    | 7-3      | Джо Проктор       | Единогласное решение      | Reality Fighting: Gonzaga vs. Porter          | октября 8, 2011   | 5     | 5:00  | Анкасвилл, США       | Лишился титула чемпиона Reality Fighting в лёгком весе.          |
| Победа       | 7-2      | Джон Бенойт       | Сдача (гильотина)         | GFL 10: Benoit vs. Bessette                   | апреля 15, 2011   | 2     | 4:59  | Лоуэлл, США          | Выиграл титул чемпиона GFL в лёгком весе.                        |
| Победа       | 6-2      | Энтони Капонис    | Раздельное решение        | Reality Fighting: Eruption                    | октября 9, 2010   | 5     | 5:00  | Плимут, США          | Выиграл вакантный титул чемпиона Reality Fighting в лёгком весе. |
| Победа       | 5-2      | Эндрю Эмарал      | Сдача (гильотина)         | Reality Fighting: Ignition                    | июля 17, 2010     | 2     | 3:30  | Плимут, США          |                                                                  |
| Победа       | 4-2      | Эндрю Каррон      | Единогласное решение      | Reality Fighting: Ferocity                    | ноября 7, 2009    | 3     | 4:00  | Плимут, США          |                                                                  |
| Поражение    | 3-2      | Крис Чаппелл      | Сдача (гильотина)         | FFP: Untamed 26                               | февраля 28, 2009  | 3     | 2:13  | Уэстпорт, США        |                                                                  |
| Победа       | 3-1      | Джефф Камера      | TKO (удары руками)        | Reality Fighting: Collision                   | июля 19, 2008     | 2     | 2:18  | Плимут, США          |                                                                  |
| Победа       | 2-1      | Андрес Леброн     | Сдача (удушение сзади)    | Reality Fighting: Nightmare                   | апреля 12, 2008   | 2     | 2:45  | Плимут, США          |                                                                  |
| Поражение    | 1-1      | Билл Джонс        | Раздельное решение        | Reality Fighting: Annihilation                | января 19, 2008   | 3     | 3:00  | Плимут, США          |                                                                  |
| Победа       | 1-0      | Крис Коррейра     | Сдача (гильотина)         | Reality Fighting: Invictus                    | сентября 15, 2007 | 3     | N/A   | Конкорд, США         |                                                                  |